# Рекорды матча всех звёзд НБА
Рекорды матча всех звёзд НБА представляет собой список ведущих цифр, достигнутых в матче всех звёзд НБА в основных статистических показателях. Это включает статистические рекорды, установленные игроками в единственном матче всех звёзд и в течение их карьеры, когда их выбирали на главную игру звёздного уикенда НБА.

## Командные рекорды

### Очки
- Наибольшее количество очков в одном матче у одной команды
  - 211 Звёзды Востока (2024)
- Наибольшее количество очков в одном матче в обеих командах
  - 397 (2024)
- Наибольшее количество очков в половине матча у одной команды
  - 107 Звёзды Востока (2024)
- Наибольшее количество очков в половине матче у обеих команд
  - 204 (2024)
- Наибольшее количество очков в четверти матча у одной команды
  - 60 Команда Леброна (2021)
- Наибольшее количество очков в четверти матча у обеих команд
  - 103 (2024)
- Наименьшее количество очков в одном матче у одной команды
  - 75 Звёзды Востока (1953)
- Наименьшее количество очков в одном матче в обеих командах
  - 154 (1953)
- Наибольшая разница в счёте
  - 40 (153—113) Звёзды Запада (1992)
- Наименьшая разница в счёте
  - 1 (124—123) Звёзды Востока (1965)
  - 1 (108—107) Звёзды Запада (1971)
  - 1 (125—124) Звёзды Запада (1977)
  - 1 (111—110) Звёзды Востока (2001)

### Броски с игры
- Наибольший процент попаданий бросков с игры в одном матче у одной команды
  - 0.653 (64/98) Звёзды Запада (1992)
- Наибольший процент попаданий бросков с игры в одном матче в обеих командах
  - 0.608 (155/255) (2023)
- Наименьший процент попаданий бросков с игры в одном матче у одной команды
  - 0.292 (35/120) Звёзды Запада (1966)
- Наименьший процент попаданий бросков с игры в одном матче в обеих командах
  - 0.362 (59/163) (1953)
- Наибольшее количество реализованных бросков с игры в одном матче у одной команды
  - 84 Звёзды Запада (2017)
- Наибольшее количество реализованных бросков с игры в одном матче в обеих командах
  - 163 (2024)
- Наибольшее количество реализованных бросков с игры в половине матча у одной команды
  - 44 Команда Янниса (2023)
- Наибольшее количество реализованных бросков с игры в половине матча в обеих командах
  - 83 (2017)
- Наибольшее количество реализованных бросков с игры в четверти матча у одной команды
  - 22 Звёзды Запада (2017)
- Наибольшее количество реализованных бросков с игры в четверти матча в обеих командах
  - 42 (2017)
- Наименьшее количество реализованных бросков с игры в одном матче в одном матче у одной команды
  - 25 Звёзды Востока (1953)
- Наименьшее количество реализованных бросков с игры в обеих командах
  - 59 (1953)
- Наибольшее количество попыток бросков с игры в одном матче у одной команды
  - 149 Звёзды Запада (2016)
- Наибольшее количество попыток бросков с игры в одном матче в обеих командах
  - 289 (2024)
- Наименьшее количество попыток бросков с игры в одном матче у одной команды
  - 66 Звёзды Востока (1953)
- Наименьшее количество попыток бросков с игры в одном матче в обеих командах
  - 162 (1953)

### Трёхочковые броски
- Наибольшее количество реализованных трёхочковых бросков в матче у одной команды
  - 42 Звёзды Востока (2024)
- Наибольшее количество реализованных трёхочковых бросков в матче в обеих командах
  - 67 (2024)
- Наибольшее количество попыток трёхочковых бросков в матче у одной команды
  - 97 Звёзды Востока (2024)
- Наибольшее количество попыток трёхочковых бросков в матче в обеих командах
  - 168 (2024)

### Штрафные броски
- Наибольший процент реализации штрафных бросков у одной команды
  - 1.000 (18/18) Звёзды Запада (1973)
  - 1.000 (9/9) Звёзды Востока (2014)
  - 1.000 (4/4) Звёзды Востока (2017)
  - 1.000 (1/1) Звёзды Востока (2024)
- Наибольший процент реализации штрафных бросков в обеих командах
  - 0.875 (7/8) (2017)
- Наименьший процент реализации штрафных бросков у одной команды
  - 0.364 (4/11) Звёзды Запада (2004)
- Наименьший процент реализации штрафных бросков в обеих командах
  - 0.500 (16/32) (2004)
  - 0.500 (11/22) (2007)
  - 0.500 (14/28) (2008)
- Наибольшее количество штрафных бросков у одной команды
  - 40 Звёзды Востока (1959)
- Наибольшее количество штрафных бросков у обеих команд
  - 71 (ОТ) (1987)
  - 70 (1961)
- Наименьшее количество реализованных штрафных бросков у одной командой
  - 0 Команда Леброна (2023)
- Наименьшее количество реализованных штрафных бросков в обеих командах
  - 3 (2023)
- Наибольшее количество попыток штрафных бросков у одной команды
  - 57 Звёзды Запада (1970)
- Наибольшее количество попыток штрафных бросков в обеих командах
  - 95 (1956)
- Наименьшее количество попыток штрафных бросков у одной команды
  - 0 Команда Леброна (2023)
- Наименьшее количество попыток штрафных бросков в обеих командах
  - 4 (2023)

### Подборы
- Наибольшее количество подборов у одной команды
  - 83 Звёзды Востока (1966)
- Наибольшее количество подборов в обеих командах
  - 151 (1960)
- Наибольшее количество подборов в половине матча у одной команды
  - 51 Звёзды Востока (1966)
- Наибольшее количество подборов в половине матча в обеих командах
  - 98 (1962)
  - 98 (1966)
- Наибольшее количество подборов в четверти матча у одной команды
  - 30 Звёзды Запада (1966)
- Наибольшее количество подборов в четверти матча в обеих командах
  - 58 (1966)
- Наименьшее количество подборов у одной команды
  - 37 Звёзды Запада (1983)
- Наименьшее количество подборов в обеих командах
  - 89 (1983)

### Передачи
- Наибольшее количество передач у одной команды
  - 60 Звёзды Запада (2017)
  - 60 Звёзды Запада (2024)
- Наибольшее количество передач в обеих командах
  - 106 (2024)
- Наибольшее количество передач в половине матча у одной команды
  - 34 Звёзды Запада (2017)
- Наибольшее количество передач в половине матча в обеих командах
  - 57 (2017)
- Наибольшее количество передач в четверти матча у одной команды
  - 20 Команда Янниса Адетокунбо (2019)
- Наибольшее количество передач в четверти матча в обеих командах
  - 30 (2019)
- Наименьшее количество у одной команды
  - 15 Звёзды Запада (1965)
- Наименьшее количество передач в обеих командах
  - 37 (1964)

### Перехваты
- Наибольшее количество перехватов у одной команды
  - 24 Звёзды Востока (1989)
- Наибольшее количество перехватов в обеих командах
  - 40 (1989)

### Блок-шоты
- Наибольшее количество блок-шотов у одной команды
  - 16 Звёзды Запада (1980 1OT)
  - 12 Звёзды Запада (1994)
- Наибольшее количество блок-шотов в обеих командах
  - 25 (1980 1OT)
  - 21 (1994)

## Индивидуальные рекорды

### MVP
- Наибольшее количество титулов

- 4 Боб Петтит (1 раз с Со-MVP) (1956, 1958, 1959, 1962)
- 4 Коби Брайант (1 раз с Со-MVP) (2002, 2007, 2009, 2011)

- Наибольшее количество титулов подряд

- 2 Боб Петтит (1 раз с Со-MVP) (1958, 1959)
- 2 Расселл Уэстбрук (2015, 2016)

### Выбор на матч всех звёзд
- Наибольший выбор
  - 20 Леброн Джеймс
- Наибольший выбор подряд на матч всех звёзд
  - 20 Леброн Джеймс
- Наибольшее количество сыгранных матчей
  - 20 Леброн Джеймс
- Наибольшее количество матчей в стартовом составе
  - 20 Леброн Джеймс

### Очки
- Наибольшее количество очков за карьеру
  - 434 Леброн Джеймс
- Наибольшее количество очков в среднем за игру за карьеру (3 матча минимум)
  - 31.0 Джейлен Браун
- Наибольшее количество очков в матче
  - 55 Джейсон Тейтум (2023)
- Наибольшее количество очков в половине матча
  - 40 Карл-Энтони Таунс (2024)
- Наибольшее количество очков в четверти матча
  - 31 Карл-Энтони Таунс (2024)

### Время
- Наибольшее количество минут за карьеру
  - 536 Леброн Джеймс
- Наибольшее количество минут в матче
  - 42 Оскар Робертсон (1964)
  - 42 Билл Расселл (1964)
  - 42 Джерри Уэст (1964)
  - 42 Нейт Термонд (1967)
- Наибольшее количество минут в среднем за игру
  - 33.3 Джордж Майкен

### Подборы
- Наибольшее количество подборов за карьеру
  - 197 Уилт Чемберлен
- Наибольшее количество подборов в матче
  - 27 Боб Петтит (1962)
- Наибольшее количество подборов в среднем за игру
  - 16.2 Боб Петтит
- Наибольшее количество подборов на чужом щите в матче
  - 10 Коби Брайант (2011)
- Наибольшее количество подборов на своем щите в матче
  - 19 Дикембе Мутомбо (2001)
- Наибольшее количество подборов в половине матча
  - 16 Боб Петтит (1962)
  - 16 Уилт Чемберлен (1960)
- Наибольшее количество подборов в четверти матча
  - 10 Боб Петтит (1962)

### Передачи
- Наибольшее количество передач за карьеру
  - 128 Крис Пол
- Наибольшее количество передач в матче
  - 22 Мэджик Джонсон (1984)
- Наибольшее количество передач в среднем за игру
  - 11.6 Крис Пол
- Наибольшее количество передач в половине матча
  - 13 Мэджик Джонсон (1984)
- Наибольшее количество передач в четверти матча
  - 9 Джон Стоктон (1989)

### Броски с игры
- Наибольший процент попаданий бросков с игры за карьеру
  - .900 Руди Гобер
- Наибольшее количество реализованных бросков с игры за карьеру
  - 182 Леброн Джеймс
- Наибольшее количество реализованных бросков с игры в матче
  - 26 Энтони Дэвис (2017)
- Наибольшее количество реализованных бросков с игры в половине матча
  - 18 Карл-Энтони Таунс (2024)
- Наибольшее количество реализованных бросков с игры в четверти матча
  - 14 Карл-Энтони Таунс (2024)
- Наибольшее количество попыток бросков с игры за карьеру
  - 355 Леброн Джеймс
- Наибольшее количество попыток бросков с игры в матче
  - 39 Энтони Дэвис (2017)
- Наибольшее количество попыток бросков с игры в половине матча
  - 27 Карл-Энтони Таунс (2024)
- Наибольшее количество попыток бросков с игры в четверти матча
  - 19 Карл-Энтони Таунс (2024)

### Штрафные броски
- Наибольший процент реализации штрафных бросков за карьеру
  - 1.000 Арчи Кларк
  - 1.000 Клайд Дрекслер
  - 1.000 Гэри Пэйтон
- Наибольшее количество штрафных бросков за карьеру
  - 78 Элджин Бэйлор
- Наибольшее количество штрафных бросков в матче
  - 12 Элджин Бэйлор (1962)
  - 12 Оскар Робертсон (1965)
- Наибольшее количество штрафных бросков в половине матча
  - 10 Зелмо Бити (1966)
- Наибольшее количество штрафных бросков в четверти матча
  - 9 Зелмо Бити (1966)
  - 9 Джулиус Ирвинг (1978)
- Наибольшее количество попыток штрафных бросков за карьеру
  - 98 Элджин Бэйлор
  - 98 Оскар Робертсон
- Наибольшее количество попыток штрафных бросков в матче
  - 16 Уилт Чемберлен (1962)
- Наибольшее количество попыток штрафных бросков в половине матча
  - 12 Зелмо Бити (1966)
- Наибольшее количество попыток штрафных бросков в четверти матча
  - 11 Джулиус Ирвинг (1978)

### Трёхочковые броски
- Наибольший процент попаданий трёхочковых бросков за карьеру
  - .600 Глен Райс
- Наибольшее количество реализованных трёхочковых бросков за карьеру
  - 51 Стефен Карри
- Наибольшее количество реализованных трёхочковых бросков в матче
  - 16 Стефен Карри (2022)
- Наибольшее количество трёхочковых бросков в половине матча
  - 9 Джейсон Тейтум (2023)
- Наибольшее количество попыток трёхочковых бросков за карьеру
  - 133 Леброн Джеймс
- Наибольшее количество попыток трёхочковых бросков в матче
  - 27 Стефен Карри (2022)
- Наибольшее количество попыток трёхочковых бросков с игры в половине матча
  - 15 Стефен Карри (2022)

### Перехваты
- Наибольшее количество перехватов за карьеру
  - 38 Коби Брайант
- Наибольшее количество перехватов в среднем за игру
  - 3.2 Рик Бэрри
- Наибольшее количество перехватов в матче
  - 8 Рик Бэрри (1975)
- Наибольшее количество перехватов в половине матча
  - 5 Ларри Бёрд (1986)
- Наибольшее количество перехватов в четверти матча
  - 4 Фред Браун (1976)
  - 4 Ларри Бёрд (1986)
  - 4 Айзея Томас (1989)

### Блок-шоты
- Наибольшее количество блок-шотов за карьеру
  - 31 Карим Абдул-Джаббар
- Наибольшее количество блок-шотов в среднем за игру
  - 1.92 Хаким Оладжьювон
- Наибольшее количество блок-шотов в матче
  - 6 Карим Абдул-Джаббар (1980)
- Наибольшее количество блок-шотов в половине матча
  - 4 Карим Абдул-Джаббар (1980)
  - 4 Майкл Джордан (1988)
  - 4 Хаким Оладжьювон (1994)
- Наибольшее количество блок-шотов в четверти матча
  - 4 Карим Абдул-Джаббар (1980)

### трипл-даблы
- Игроки, сделавшие трипл-даблы
  - Майкл Джордан — 14 очков, 11 подборов, 11 передач за 26 минут (1997)
  - Леброн Джеймс — 29 очков, 12 подборов, 10 передач за 32 минут (2011)
  - Дуэйн Уэйд — 24 очка, 10 подборов, 10 передач за 33 минут (2012)
  - Кевин Дюрант — 21 очка, 10 подборов, 10 передач за 27 минут (2017)

## Рекорды звёздного уик-энда
- Наибольшее количество побед в конкурсе слэм-данков
  - 3 Нэйт Робинсон (2006, 2009, 2010)
- Наибольшее количество побед подряд в конкурсе слэм-данков
  - 2 Майкл Джордан (1987, 1988)
  - 2 Джейсон Ричардсон (2002, 2003)
  - 2 Нэйт Робинсон (2009, 2010)
  - 2 Зак Лавин (2015, 2016)
  - 2 Мак Маккланг (2023, 2024)
- Наибольшее количество побед в конкурсе трехочковых бросков
  - 3 Ларри Бёрд (1986, 1987, 1988)
  - 3 Крэйг Ходжес (1990, 1991, 1992)
- Наибольшее количество побед подряд в конкурсе трехочковых бросков
  - 3 Ларри Бёрд (1986, 1987, 1988)
  - 3 Крэйг Ходжес (1990, 1991, 1992)
- Самый молодой победитель конкурса слэм-данков
  - Коби Брайант (18 лет, 169 дней)

## Прочие рекорды
- Зрители

- 108713 зрителей на Матче всех звёзд НБА 2010 который был проведен на Cowboys Stadium в Арлингтоне, Техас — наибольшее число зрителей в истории для любой игры в баскетбол.

- Самый молодой MVP матча всех звёзд

- Леброн Джеймс (21 год, 51 день)